# トム・ソーヤーの冒険
『トム・ソーヤーの冒険』（トム・ソーヤーのぼうけん、英: The Adventures of Tom Sawyer）は、1876年に発表されたアメリカ合衆国の小説。著者はマーク・トウェイン。前書き、本編35章、そして終章で構成されている。
少年少女向けの娯楽小説として書かれた作品だが、著者は前書きで、かつて少年少女だった成人たちにも読んでほしいと述べている。また、あとがきでは「これ以上続けると、“少年”の物語ではなく“男”の物語になってしまうので、これでおしまい」と結んでいる。

## 概要
主人公の少年“トム”トマス・ソーヤーが、ミシシッピ川のほとりの自然豊かな小さな町で、“ハック”ハックルベリー・フィンをはじめとする仲間たちとともに、さまざまな冒険を繰り広げる。
舞台は、1840年頃のミズーリ州セント・ピーターズバーグ（ミシシッピ川流域の架空の町）。本作の大部分は、マーク・トウェインが少年の頃に、自身あるいは学友の身に実際に起きた出来事で、当時の子供たちの迷信もそのまま語られている。また、主人公トムは3人の友人を融合させたキャラクターである。主人公の弟のシッドは、トウェインの実弟でありクレメンズ家の五男（末っ子）であるヘンリー・クレメンズ、主人公の伯母のポリーおばさんはトウェインの実母であるジェーン・クレメンズ、少女ベッキーはマーク・トウェインが少年の頃実際に愛したローラ・ホーキンズ、ハックは村の飲んだくれの息子トム・ブランケンシップがモデルである。
最も有名なエピソードの1つは、トムがポリーおばさんから罰として課せられた塀のペンキ塗りを、友人たちに自ら進んでやりたいと思わせ、しかもその交換条件として物品をせしめてしまうという第2章である。トムはその成功に味をしめて同じようなことを繰り返すが、意外なオチが待っている、という教訓的要素も含まれている。
続編に、『ハックルベリー・フィンの冒険』（The Adventures of Huckleberry Finn）、『トム・ソーヤーの探検』（Tom Sawyer Abroad）、『トム・ソーヤーの探偵』（Tom Sawyer, Detective）がある。
そのうち、『ハックルベリー・フィンの冒険』（トムの出番は少ない）は、児童文学の域を越え、アメリカ文学史にとって本作以上に重要な価値を持つと考えられていると同時に、21世紀に入っても物議を醸している作品である（詳細は当該項目を参照）。
また、『Huck Finn and Tom Sawyer among the Indians』『Tom Sawyer's Conspiracy』といった未完成作品も存在する。
最初の日本語訳は1919年の佐々木邦によるものである。しかし、新訳と比して100ページ近く短いため、佐々木訳は抄訳で、最初の完訳は1946年の石田英二による翻訳であるとされている。

## あらすじ
トム・ソーヤーはおよそ10歳のいたずら盛りの腕白少年である。優等生の弟シドと共に、亡くなった母の姉である伯母ポリーに引き取られ暮らしている。トムは勉強嫌いだが、いたずらに情熱を傾け、学校や家の手伝いをサボることに知恵を働かせ、伯母に叱られる毎日を送っている。町外れでホームレス同然に暮らしている少年「宿無しハック」ことハックルベリー・フィンはトムの親友で、伯母は良い顔をしないが、いつも一緒に遊んだりいたずらしたりしている。
また、地方判事の娘で同級生のベッキー・サッチャーの関心を引こうと躍起になったり、いけすかないキザな少年と取っ組みあいになったり、家出してミシシッピー川をいかだで下り海賊ごっこをやったりと、トムは大人の決めた枠から外れた無鉄砲な、しかし楽しい日々を過ごす。
ある日トムはハックと共に、真夜中の墓地で殺人を目撃してしまう。犯人のインジャン・ジョーは、前後不覚に酔っ払っていた男――マフ・ポッター老人に罪を着せるが、裁判の場でトムに真実を告げられ、逃走する。
夏休み、観光用洞窟の中でトムとベッキーは迷子になり、暗闇と飢えと戦いながら決死の脱出を図る。途中、行方不明のインジャン・ジョーと遭遇しつつもその手を逃れ、やっとの思いで町に戻る。この事がきっかけとなり洞窟は鉄扉で封鎖され、トムの証言により鉄扉が開けられると餓死したジョーが発見された。しかしジョーが洞窟で何をしていたのか気がかりなトムは、ハックと共に再び洞窟に入り、そこで財宝を探し当てる。
なお、次作「ハックルベリー・フィンの冒険」はハックの一人称で語られるが、彼によれば本作でトウェインの記した冒険内容は、「大体は本当の事」だが「ところどころ大げさに書いてある」との事であるが「まるっきり嘘をつかない人間なんていない。」という事で問題にしていない。

## 作品の舞台
セント・ピーターズのモデルとなったのは、マーク・トウェインが少年時代を過ごしたミズーリ州ハンニバルで、作品中の洞窟や川の中の島なども実在する。なお、フロリダ州にもセントピーターズバーグという都市が実在するが、本作とは無関係である。
挿絵を描いたノーマン・ロックウェルは、洞窟のシーンを描くために、1週間、明かりなしで洞窟にこもったという逸話がある。挿絵の原画は、ハンニバルにあるマーク・トウェイン博物館で展示されている。
また、ハンニバルで毎夏開催される Tom Sawyer Days（トム・ソーヤー祭）では、Fence Painting Contest（塀塗り競争）が開催され、トムに扮した子供たちが、いかに悪ガキ風に短時間で塀を塗るかを競う。

## 日本語訳
- マーク・トウエーン 著、佐々木邦 訳『トム・ソウヤー物語』家庭読物刊行会〈世界少年文学名作集〉、1919年。[8]

- マーク・トウエーン 著、石川十武 訳『トム少年の冒険』誠文堂新光社〈小学生の科学〉、1938年。

- マーク・トウェーン 著、石田英二 訳『トム・ソーヤーの冒険』岩波文庫、1946年。[8]

- マーク・トウェーン 著、松平道夫 訳『トム・ソーヤの冒険』一水社、1947年。

- マーク・トウエーン 著、小出正吾 訳『トムソーヤーの冒険』河目悌二画、光文社〈少年文庫〉、1948年。

- マーク・トウェーン 著、渋沢青花 訳『トム・ソーヤの冒険』童話春秋社〈世界名作物語〉、1950年。

- マーク・トウェーン 著、大木雄二 訳『トム・ソーヤーの冒険』青い鳥社、1950年。

- マーク・トウエン 著、仁科春彦 訳『トム・ソウヤーの冒険』土村正寿画、黎明社〈世界名作物語〉、1951年。

- マーク・トウエーン 著、尾崎士郎 訳『トム・ソーヤーの冒険』向井潤吉画、あかね書房〈世界絵文庫14〉、1951年。

- マーク・トウェーン 著、西原秀一 訳『トム・ソーヤーの冒険』日本書房〈世界童話文庫〉、1952年。

- マーク・トウェイン 著、大久保康雄 訳『トム・ソーヤーの冒険』新潮社〈新潮文庫〉、1953年。

- マーク・トウェーン 著、吉村貞司 訳『トム・ソウヤーの冒険』黒沢梧郎画、日本書房〈学級文庫〉、1954年。

- マーク・トウェーン 著、片山昌造 訳『トム・ソーヤーの冒険』杉全直画、あかね書房〈幼年世界名作全集〉、1955年。

- マーク・ツウェーン 著、佐藤利吉 訳『トム・ソーヤーの冒険』角川書店、1955年。[9]

- マーク・トウェーン 著、清輔道生 訳『トム・ソーヤの冒険』筑摩書房〈小学生全集89〉、1956年。

- マーク・トウェーン 著、山主敏子 訳『トムソーヤの冒険』泰光堂〈初級世界名作童話〉、1957年。

- マーク・トウェーン 著、儀府成一・水上不二 訳『トム・ソウヤーの冒険』久米宏一画、東光出版社〈新選世界名作選集〉、1958年。

- マーク・トウェイン 著、阿部知二 訳『トム＝ソーヤーの冒険』講談社〈少年少女世界文学全集14(アメリカ編 4)〉、1959年。

- マーク・トゥェン 著、関泰祐・阿部賀隆・光吉夏弥 訳『アルプスの少女・トム・ソーヤーの冒険』平凡社〈世界名作全集〉、1960年。

- マーク・トウェーン 著、上田健次郎 訳『トム・ソーヤのぼうけん・こじき王子』保育社〈保育社のこどもぶんこ4 アメリカ編 2〉、1960年。

- マーク・トウエーン 著、筒井敬介 訳『トム・ソーヤの冒険・王子とこじき』偕成社〈児童世界文学全集3〉、1961年。

- マーク・トウェイン 著、龍口直太郎 訳『トム・ソーヤの冒険』評論社〈ニュー・メソッド英文対訳シリーズ〉、1961年。

- マーク・トウェイン 著、土家由岐雄 訳『トム・ソーヤの冒険』岩崎書店〈マーク・トウェーン名作全集〉、1962年。

- マーク・トウェイン 著、西川正身 訳『トム・ソーヤの冒険』講談社〈少年少女世界名作全集10〉、1962年。

- マーク・トウェイン 著、斎藤正二 訳『トム＝ソーヤーの冒険』角川文庫、1964年。

- マーク・トウェイン 著、谷崎精二 訳『トム＝ソーヤーの冒険』小学館〈少年少女世界の名作文学〈12(アメリカ編 3)〉〉、1965年。

- トウェン,マ－ク 著、浅川淳 訳『トム＝ソーヤーの冒険』南雲堂〈英和対訳不死鳥文庫〉、1965年。

- Ｍ．トゥエイン 著、小島信夫 訳『トム・ソーヤーの冒険/ハックルべリイ・フィンの冒険』N=ロックウェル画、河出書房新社〈少年少女世界の文学〉、1966年。

- マーク・トーウエン 著、竹中治郎・椿秀年 訳『トムソーヤーの冒険』泰文堂〈多読速読名作シリーズ 14〉、1967年。

- トウェィン 著、打木村治 訳『トム・ソーヤの冒険』小学館〈少年少女世界の名作11-アメリカ編1〉、1967年。

- マーク・トウェィン 著、神戸淳吉 訳『トム・ソーヤの冒険』偕成社〈幼年世界文学全集22〉、1967年。

- マーク・トウェィン 著、平塚武二 訳『トム・ソーヤーの冒険』杉全直画、トッパン〈トッパンの絵物語〉、1968年。

- マーク・トウェィン 著、斎藤数衛 訳『トム＝ソーヤーの冒険・パール街の少年たち』学研プラス〈少年少女世界文学全集〉、1968年。

- マーク・トウェィン 著、鈴木幸夫 訳『トム・ソーヤーの冒険』旺文社〈旺文社文庫〉、1969年。

- マーク・トウェイン 著、有馬敏行 訳『トム・ソーヤーの冒険』学生社〈直読直解アトム英文双書 (19)〉、1969年。

- トウェーン 著、白木茂 訳『トム・ソーヤの冒険』偕成社〈児童名作シリーズ〉、1973年。

- マーク・トウェイン 著、関英雄 訳『トム・ソーヤの冒険』文研出版〈文研児童読書館〉、1974年。

- トウェイン 著、幾野宏 訳『トム・ソーヤーの冒険』集英社〈世界の文学 : ジュニア版 ; 6〉、1974年。

- マーク・トウェイン 著、山本和夫 訳『トム・ソーヤの冒険』ポプラ社〈世界名作童話全集 30〉、1975年。

- マーク・トウェイン 著、白柳美彦  訳『トム・ソーヤの冒険』実業之日本社〈マイマイジュニア〉、1976年。

- トウェーン 著、刈田元司 訳『トム・ソーヤーの冒険』研究社出版〈新高校英語副読本〉、1976年。

- トウェイン 著、中山知子 訳『トム=ソーヤーの冒険』偕成社〈カラー版・世界の幼年文学〉、1976年。

- マーク・トウェイン 著、長谷川甲二 訳『トム・ソーヤーの冒険』集英社〈子どものための世界名作文学 ; ８〉、1978年。

- Ｍ．トウェイン 著、木戸星哲 訳『トム・ソーヤの冒険』小学館〈国際版少年少女世界文学全集〉、1978年。

- マーク・トウェイン 著、瀬川昌男 訳『トム・ソーヤーの冒険』春陽堂書店〈春陽堂少年少女文庫 世界の名作・日本の名作〉、1978年。

- マーク・トウェーン 著、坂下昇 訳『トム・ソーヤの冒険』講談社、1978年。

- マーク・トウェーン 著、前田三恵子 訳『トム=ソーヤーの冒険　空にうかぶ騎士』あかつき教育図書〈少年少女世界の文学6〉、1978年。

- マーク・トウェイン 著、西塔士郎 訳『トム・ソーヤーの冒険』朝日ソノラマ〈世界名作ものがたり〉、1979年。

- マーク・トウェイン 著、竹林亜紀 訳『トム・ソーヤーのぼうけん』ポプラ社〈アニメ・ファンタジー 32〉、1979年。

- マーク・トウェイン 著、滑川道夫・浜野卓也 訳『トム・ソーヤーの冒険』ぎょうせい〈こども世界の名作07〉、1979年。

- マーク＝トウェーン 著、高杉一郎  訳『トム＝ソーヤーの冒険』N=ロックウェル画、学研マーケティング〈(学研世界名作シリーズ)〉、1980年。ISBN 978-4050010011。

- トウェーン 著、吉田甲子太郎 訳『トム＝ソーヤーの冒険 改訂新版』偕成社〈少年少女世界の名作〉、1982年。

- Mark Twain 著、中内正夫 訳『トム＝ソーヤーの冒険』日本英語教育協会〈やさしい英語で楽しむ世界名作シリーズ〉、1984年。ISBN 978-4817714046。

- マーク・トウェイン 著、西村暢夫 訳『トム・ソーヤーのぼうけん』小学館〈学習版／世界こども名作全集〉、1986年。

- マーク＝トウェーン 著、井上靖 訳『トム＝ソーヤーの冒険』講談社〈少年少女世界文学館〉、1987年。ISBN 978-4817714046。

- マーク・トウェーン 著、飯島淳秀 訳『トム＝ソーヤーの冒険』篠崎三朗画、講談社〈青い鳥文庫〉、1989年。ISBN 978-4817714046。

- マーク・トウェーン 著、越智道雄 訳『トム・ソーヤーの冒険』村井香葉画、ポプラ社〈こども世界名作童話19〉、1988年。

- マーク・トゥェイン 著、吉田新一 訳『アルプスの少女・トム・ソーヤーの冒険』国土社〈世界の名作全集〉、1990年。

- マーク・トゥェイン 著、谷真介 訳『トム・ソーヤのぼうけん』チャイルド本社〈チャイルド世界名作館05〉、1991年。

- マーク・トウェーン 著、後藤竜二 訳『トム＝ソーヤーの冒険・ヒッコリーの森の物語(シートン動物記より)』田口智子画、講談社〈講談社のおはなし童話館〉、1992年。

- マーク・トウェイン 著、亀山龍樹 訳『トム・ソーヤーの冒険』 8巻、集英社〈子どものための世界文学の森〉、1994年。

- マーク・トウェイン 著、柿沼孝子 訳『トム・ソーヤーの冒険　』彩流社〈マーク・トウェインコレクション〉、1996年。

- マーク・トウェイン 著、渕脇耕一 訳『トム・ソーヤーの冒険』ニュートンプレス〈newton classics〉、1997年。

- マーク・トウェイン 著、三木卓 訳『トム・ソーヤーの冒険 (9)　』小学館〈小学館世界の名作〉、1998年。

- マーク・トウェイン 著、石井桃子 訳『トム・ソーヤーの冒険〈下〉』T.W.ウィリアムズ画、岩波書店〈岩波少年文庫〉、2001年。ISBN 4-00-114094-2。

- マーク・トウェイン 著、松井亜弥 訳『トム・ソーヤーの冒険』日本アニメーション株式会社〈絵本アニメ世界名作劇場8〉、2001年。

- マーク・トウェイン 著、大塚勇三 訳『トム・ソーヤーの冒険』八島太郎画、福音館書店〈福音館文庫・古典童話〉、2004年。ISBN 4-8340-2007-X。

- マーク・トウェーン 著、渡辺南都子 訳『トム・ソーヤーの冒険』多田ヒロシ画、童心社〈フォア文庫愛蔵版〉、2004年。

- マーク・トウェイン 著、大久保博 訳『トム・ソーヤーの冒険』角川書店〈角川文庫・トウェイン完訳コレクション〉、2005年。ISBN 4-04-214207-9。

- マーク・トウェイン 著、勝浦寿美 訳『トム・ソーヤーの冒険』文化書房博文社、2005年。

- マーク・トウェイン 著、亀井俊介 訳『トム・ソーヤの冒険 宝さがしに出発だ!』ミギー画、集英社〈集英社みらい文庫〉、2011年。

- マーク・トウェーン 著、飯島淳秀 訳『トム・ソーヤーの冒険』にしけいこ画、講談社〈青い鳥文庫〉、2012年。ISBN 978-4-06-285286-9。
- マーク・トウェイン 著、土屋京子 訳『トム・ソーヤーの冒険』光文社古典新訳文庫、2012年。ISBN 978-4-334-75251-4。
- マーク・トウェイン 著、柴田元幸 訳『トム・ソーヤーの冒険』新潮社〈新潮文庫・Star Classics 名作新訳コレクション〉、2012年。ISBN 978-4-10-210611-2。
- マーク・トウェイン 著、中井はるの 訳『トム・ソーヤーの冒険』ちーこ画、KADOKAWA〈角川つばさ文庫〉、2014年。ISBN 978-4-04-631403-1。

- マーク・トウェイン 著、那須田淳 訳『トム・ソーヤの冒険』朝日川日和画、学研プラス〈10歳までに読みたい世界名作〉、2014年。

- マーク・トウェン 著、岡上鈴江 訳『トム・ソーヤーの冒険』ポプラ社〈ポプラポケット文庫〉、2015年。ISBN 978-4-591-08840-1。
- マーク・トウェイン 著、田邊雅之 訳『トム・ソーヤーの冒険』日本アニメーション画、小学館〈小学館ジュニア文庫・世界名作シリーズ〉、2016年。ISBN 978-4-09-230889-3。

- Mトウェイン 著、阿部夏丸 訳『トム・ソーヤーの冒険』 2巻、佐藤真紀子挿絵、ポプラ社〈ポプラ世界名作童話〉、2015年。

- マーク・トウェイン 著、大作道子 訳『トム・ソーヤーの冒険』禅之助装画、ポプラ社〈ポプラキミノベル〉、2021年。ISBN 978-4-591-16965-0。

- マーク・トウェイン 著、市川亮平 訳『トム・ソーヤーの冒険』小鳥遊書房、2022年。

- マーク・トウェイン 著、金原瑞人 訳『小学館世界J文学　トム・ソーヤーの冒険』スカイエマ挿絵、小学館、2022年。

## 映像化作品など
en:The Adventures of Tom Sawyer#Film Adaptationsも参照。

### 劇場映画
トム・ソーヤーの物語は、1917年のジャック・ピックフォード主演作品を皮切りに、1973年のミュージカル映画、1995年のディズニーによる『トム・ソーヤーの大冒険』（Tom and Huck）など、数回、映画化されている。
また、2003年の劇場映画『リーグ・オブ・レジェンド/時空を超えた戦い』には、成長したトムが秘密諜報員として登場する。
2014年、ドイツにて実写映画「トム・ソーヤー＆ハックルベリー・フィン」が作られる。マーク・トゥエイン役兼語り役にヴァル・キルマーが老人の特殊メイクで出演している。

### テレビ
The Adventures of Tom Sawyer
1960年 イギリスBBC制作
- 日本放映：1962年10月6日〜11月17日 NHK総合 土曜18:00-18:25 全7回

トム・ソーヤーの冒険
1978年2月2日〜同年2月23日 全4回
『まんが世界昔ばなし』のエピソードとして放映された。
トム・ソーヤーの冒険
1980年1月6日〜同年12月28日 全49話
世界名作劇場の枠で放映された。

### ゲーム
- トム・ソーヤーの冒険 (ゲーム) - セタから発売されたファミリーコンピュータ用のアクションゲーム。
- スクウェアのトム・ソーヤ - スクウェアから発売されたファミリーコンピュータ用のRPG。
- 世界名作劇場 - セガ・エンタープライゼスから発売されたピコ専用ソフト。本作を含めた日本アニメーションの4作品を題材にしており、本作はその2ページ目で、アクションゲームにあたる。動物や敵の攻撃をかわしながら、アイテムを取るという内容。